# Мізоцька селищна рада
Мі́зоцька се́лищна ра́да — орган місцевого самоврядування у Здолбунівському районі Рівненської області. Адміністративний центр — селище міського типу Мізоч.

## Загальні відомості
- Мізоцька селищна рада утворена в 1939 році.
- Територія ради: 29,761 км²
- Населення ради: 4 163 особи (станом на 2001 рік)
- Територією ради протікає річка Стубелка.

## Населені пункти
Селищній раді підпорядковані населені пункти:
- смт Мізоч
- с. Клопіт
- с. Мізочок
- с. Озерко

## Склад ради
Рада складається з 22 депутатів та голови.
- Голова ради: Похилюк Богдан Юрійович
- Секретар ради: Кондратюк Оксана Володимирівна

### Керівний склад попередніх скликань
| Прізвище, ім'я, по батькові | Основні відомості                                                                    | Дата обрання | Дата звільнення |
| --------------------------- | ------------------------------------------------------------------------------------ | ------------ | --------------- |
| Похилюк Богдан Юрійович     | Селищний голова, 1963 року народження, освіта вища, член Української Народної Партії | 26.03.2006   | 31.10.2010      |
| Похилюк Богдан Юрійович     | Селищний голова, 1963 року народження, освіта вища, безпартійний                     | 31.10.2010   |                 |

Примітка: таблиця складена за даними сайту Верховної Ради України

### Депутати
За результатами місцевих виборів 2010 року депутатами ради стали:

#### За суб'єктами висування
| Суб'єкт висування                                       | Кількість обраних депутатів | %    |
| ------------------------------------------------------- | --------------------------- | ---- |
| Народна партія                                          | 10                          | 45,5 |
| Політична партія «Наша Україна»                         | 5                           | 22,7 |
| Політична партія Всеукраїнське об'єднання «Батьківщина» | 3                           | 13,6 |
| Самовисування                                           | 2                           | 9,1  |
| Соціалістична партія України                            | 1                           | 4,5  |
| Українська Народна Партія                               | 1                           | 4,5  |

#### За округами
| № округу                                                | Прізвище, ім'я, по батькові    | Дата визнання обраним | Освіта             | Партійна приналежність                        | Відомості про обраного депутата                      |
| ------------------------------------------------------- | ------------------------------ | --------------------- | ------------------ | --------------------------------------------- | ---------------------------------------------------- |
| Народна Партія                                          |                                |                       |                    |                                               |                                                      |
| 3                                                       | Романюк Ірина Олександрівна    | 02.11.2010            | середня спеціальна | член Народної партії                          | Мізоцька селищна рада, секретар                      |
| 5                                                       | Бондарчук Ніна Дмитрівна       | 02.11.2010            | середня спеціальна | позапартійна                                  | ЗАТ «Лісовик», бухгалтер                             |
| 7                                                       | Білінський Петро Михайлович    | 02.11.2010            | вища               | позапартійний                                 | пожежна частина смт Мізоч, пожежник                  |
| 11                                                      | Івчук Микола Васильович        | 02.11.2010            | середня спеціальна | позапартійний                                 | тимчасово не працює                                  |
| 14                                                      | Кондратюк Оксана Володимирівна | 02.11.2010            | вища               | позапартійна                                  | Банк «Аваль», економіст                              |
| 15                                                      | Кондрачук Руслана Олексіївна   | 02.11.2010            | вища               | позапартійна                                  | Мізоцька школа-інтернат, вихователь                  |
| 16                                                      | Грицюк Анатолій Дмитрович      | 02.11.2010            | вища               | позапартійний                                 | Завод будівельних матеріалів, начальник цеху         |
| 17                                                      | Ужелін Ніна Вікторівна         | 02.11.2010            | вища               | позапартійна                                  | Мізоцька середня школа, вчитель                      |
| 20                                                      | Осік Тарас Анатолійович        | 02.11.2010            | вища               | позапартійний                                 | ПФ «Раннесанс», бетонщик                             |
| 22                                                      | Писарчук Надія Миколаївна      | 02.11.2010            | вища               | позапартійна                                  | Мізоцька школа-інтернат, вихователь                  |
| Політична партія Всеукраїнське об'єднання «Батьківщина» |                                |                       |                    |                                               |                                                      |
| 4                                                       | Гірняк Богдан Володимирович    | 02.11.2010            | середня спеціальна | член Всеукраїнського об'єднання «Батьківщина» | Здолбунівське локомотивне депо, машиніст електровоза |
| 6                                                       | Неберикут Вікторія Леонідівна  | 02.11.2010            | вища               | член Всеукраїнського об'єднання «Батьківщина» | Мізоцька школа-інтернат, вчитель                     |
| 8                                                       | Шелест Валерій Олександрович   | 02.11.2010            | середня спеціальна | член Всеукраїнського об'єднання «Батьківщина» | Районна лікарня смт Мізоч, фельдшер швидкої допомоги |
| Політична партія «Наша Україна»                         |                                |                       |                    |                                               |                                                      |
| 2                                                       | Вітрук Юрій Петрович           | 02.11.2010            | середня спеціальна | позапартійний                                 | фельдшерсько-акушерський пункт с. Озірко, фельдшер   |
| 10                                                      | Синяк Ігор Олександрович       | 02.11.2010            | вища               | позапартійний                                 | Мізоцька селищна рада, бухгалтер                     |
| 13                                                      | Лищун Олеся Василівна          | 02.11.2010            | вища               | член Політичної партії «Наша Україна»         | ДНЗ «Малятко», завідувачка                           |
| 18                                                      | Гнатюк Ольга Леонідівна        | 02.11.2010            | вища               | позапартійна                                  | Здолбунівська районна лікарня, бухгалтер             |
| 19                                                      | Задол Тетяна Володимирівна     | 02.11.2010            | вища               | позапартійна                                  | дошкільний навчальний заклад «Малятко», вихователь   |
| Соціалістична партія України                            |                                |                       |                    |                                               |                                                      |
| 9                                                       | Мосійчук Віктор Анатолійович   | 02.11.2010            | середня            | член Соціалістичної партії України            | ВАТ «Мізоч РТП», механік                             |
| Українська Народна Партія                               |                                |                       |                    |                                               |                                                      |
| 12                                                      | Ольховець Анатолій Миколайович | 02.11.2010            | вища               | позапартійний                                 | Мізоцька музична школа, директор                     |
| Самовисування                                           |                                |                       |                    |                                               |                                                      |
| 1                                                       | Виноградська Наталія Дмитрівна | 02.11.2010            | середня            | позапартійна                                  | тимчасово не працює                                  |
| 21                                                      | Теслюк Володимир Степанович    | 02.11.2010            | вища               | позапартійний                                 | Мізоцька селищна рада, спеціаліст 1 категорії        |